# Fasa
Fasa este un oraș din Iran.